# Victoire Conen de Saint-Luc
Victoire Conen de Saint-Luc (27 de enero de 1761-19 de julio de 1794) fue una noble y monja francesa.

## Biografía

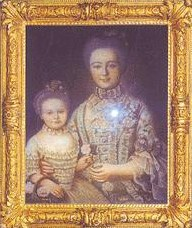
Retrato de Victoire Conen de Saint-Luc y Françoise Marie du Bot.

Nacida en Rennes, fue hija del noble y juez bretón Gilles Conen de Saint-Luc y de Françoise Marie du Bot. En febrero de 1782, Victoire se convirtió en monja de las Dames de la Retraite en Quimper, un convento dedicado a ofrecer refugio a mujeres.
Durante la Revolución francesa, el convento fue clausurado, motivo por el cual las monjas aceptaron la hospitalidad de los Benedictinos del Calvario en Quimper. En junio de 1792, Victoire regresó con su familia, instalándose en el castillo de Bot, donde su padre se había establecido en 1775 tras haber renunciado a su puesto en el Parlamento de Bretaña. Devota del Sagrado Corazón, pintó numerosos retratos e insignias, siendo algunas de ellas portadas por varios insurgentes en la guerra de la Vendée, las cuales Victoire había entregado a un simpatizante de la revuelta. Este gesto supuso su incriminación como simpatizante del levantamiento, siendo sospechosa de tener contacto con los rebeldes y de apoyar el movimiento insurgente. El 10 de octubre de 1793, Victoire fue arrestada y encarcelada en la prisión de Carhaix, donde pasó la mayor parte del tiempo rezando, consolando a otros prisioneros, leyendo, bordando y escribiendo. Sus padres fueron acusados a su vez de complicidad, siendo arrestados el mismo día. Posteriormente, Victoire y sus padres fueron trasladados de la prisión de Carhaix a la de Quimper y después, por separado, fueron conducidos a París, donde su caso había sido llevado ante el Tribunal Revolucionario, volviendo a reunirse en la Conciergerie. Durante su estancia en prisión, Victoire pintó algunos retratos.
El 19 de julio de 1794, Victoire y sus padres comparecieron ante el tribunal, el cual ya había decidido dos días antes condenarlos a morir en la guillotina por ser tan "fanáticos y sediciosos" como las carmelitas de Compiègne, así como por ser "enemigos del pueblo, por haber secundado la revuelta de los ladrones y fanáticos de la Vendée". Victoire y sus padres, quienes no contaron con asesoramiento legal ni tuvieron oportunidad de defenderse ante el tribunal, fueron ejecutados en la plaza de la Nación. Victorie pidió ser ejecutada primero, diciendo a sus padres: "vosotros me enseñasteis a vivir; con la gracia de Dios, yo os enseñaré a morir". Sus cuerpos fueron arrojados a una fosa común cavada apresuradamente en el extremo de un jardín situado en el convento de los canoneses de San Agustín (actual cementerio de Picpus), el cual había sido clausurado y requisado.

## Legado
El proceso de beatificación de Victoire comenzó en 1919, al igual que el de los demás mártires del Tribunal Revolucionario de París. Los análisis efectuados por la archidiócesis de París tuvieron lugar en 1920 y 1921, siendo enviados en 1925 varios documentos a la Sagrada Congregación de Ritos. No obstante, la muerte del postulador provocó la interrupción del proceso, el cual permanece actualmente inconcluso.
Victoire fue considerada desde el momento de su muerte una mártir ejecutada por motivos religiosos, siendo el nuevo convento dedicado a ella tras volver a ser fundado después de la Revolución. Ha sido, además, representada en numerosas iglesias en Bretaña, mientras que la escuela Victoire Conen de Saint-Luc fue llamada así en su honor en 1923.

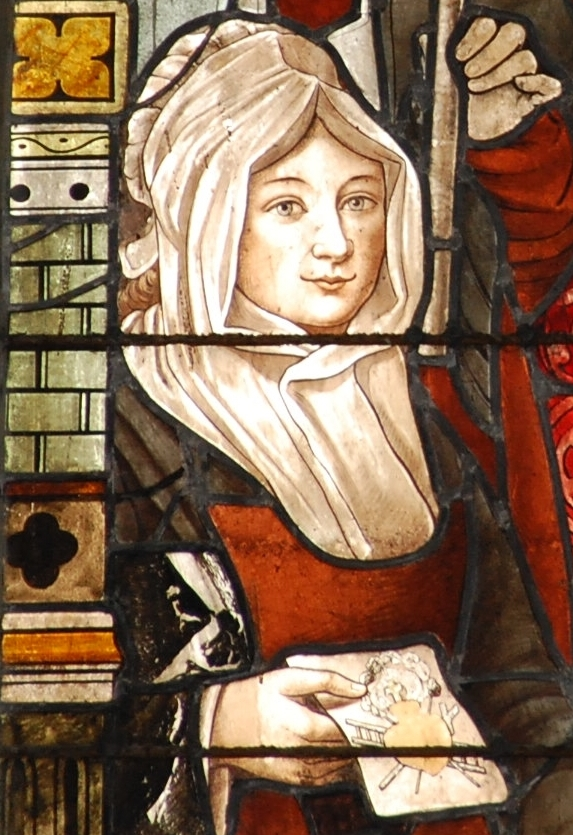
Victoire de Saint-Luc representada en un vitral en la iglesia de Saint-Mathieu, en Quimper.

Un retrato de Victoire Conen de Saint-Luc, así como otro de su tío, Toussaint Conen de Saint-Luc, obispo de Cornouaille, quien murió en 1790, se encuentran actualmente en la iglesia de Saint-Jacques de Pouldavid, en Douarnenez. Así mismo, Victoire aparece representada en vidrieras en cuatro iglesias y capillas de la diócesis de Quimper.